# La Riche
La Riche é uma comuna francesa na região administrativa do Centro, no departamento Indre-et-Loire. Estende-se por uma área de 8,17 km². Em 2010 a comuna tinha 10 412 habitantes (densidade: 1 274,4 hab./km²).